# Pietro Lasagni
Pietro Lasagni (Caprarola, 15 de junho de 1814 - Roma, 19 de abril de 1885) foi um cardeal da Cúria da Igreja Católica Romana .

## vida
Lasagni, vindo de uma família rica, estudou no seminário de Rieti a partir de 1828 e depois no Seminário Romano. Em maio de 1840, ele recebeu seu doutorado em direito canônico. Já em 17 de dezembro de 1836 havia recebido a ordenação sacerdotal .
Ele foi para Paris e em 1842 tornou-se secretário do Internuntius lá e em 1843 auditor da nunciatura. Em janeiro de 1846 ele presenteou o arcebispo de Aix, Joseph Bernet, que foi criado cardeal, com o barrete vermelho, e em 1850 assumiu a mesma tarefa com seu superior imediato, o núncio na França Raffaele Fornari. Em 1851 ele retornou a Roma e foi em 1853 pelo Papa Pio IX. nomeado delegado apostólico em Viterbo. De 1856 a 1859 Lasagni ocupou o mesmo cargo em Forlí. Depois que a conexão de Forlis com o Reino da Itália se tornou aparente e Lasagni se recusou a tomar medidas repressivas, ele foi acusado pelo Cardeal Secretário de Estado Giacomo Antonelli inatividade em junho de 1859. L'Osservatore Romano , por outro lado, elogiou a decisão de Lasagni em 1859 em um obituário de 1885. Quando voltou a Roma, foi particularmente responsável por cuidar dos pobres. Em 1863 tornou-se clérigo da Câmara Apostólica e em 1868 tornou-se delegado apostólico na província de Frosinone, cargo que ocupou até 1870. 1875 nomeou-o Pio IX. Secretário da Congregação Consistorial, Colégio Cardinalício e Conclave. Nesta última capacidade, ele também esteve envolvido no conclave de 1878.
Papa Leão XIII levou Lasagni em 13 de dezembro de 1880 in pectore ao Colégio dos Cardeais. Em 1882 a nomeação foi tornada pública e o Cardeal Lasagni tornou-se Cardeal Diácono de Santa Maria della Scala . Em março de 1885 tornou-se secretário dos memorandos papais.
O cardeal Lasagni morreu um mês depois e foi sepultado no cemitério Campo Verano , em Roma.